# 1176
سنة 1176 كانت سنة كبيسة تبدأ يوم الخميس (سوف يظهر الرابط التقويم الكامل للعام) حسب التقويم اليولياني.

## أحداث

### حسب المكان

#### الإمبراطورية البيزنطية
الصيف

## مواليد
- الظاهر بأمر الله
- علي بن المقرب العيوني